# Młyn w Piorunowie
Młyn w Piorunowie – drewniany młyn wodny nad Pisią wybudowany na początku XX w., znajdujący się w Piorunowie, w powiecie łaskim, w województwie łódzkim. Obiekt wpisany do gminnej ewidencji zabytków gminy Wodzierady.

## Historia miejsca
Według tradycji lokalnej młyny wodne w tym miejscu nad odnodze Pisi istniały od niepamiętnych czasów. Zachowała się pamięć o młynie wybudowanym w pierwszej połowie XIX w.: był to budynek parterowy, drewniany, usytuowany częściowo na palach nad wodą (część produkcyjna), a częściowo na stałym lądzie (część mieszkalna), z dachem czterospadowym, krytym gontami. Był poruszany kołem wodnym podsiębiernym. Słynął z mąki żytniej pytlowej. Młyn ten spłonął w pożarze w pierwszych latach XX w..

## Obecny młyn

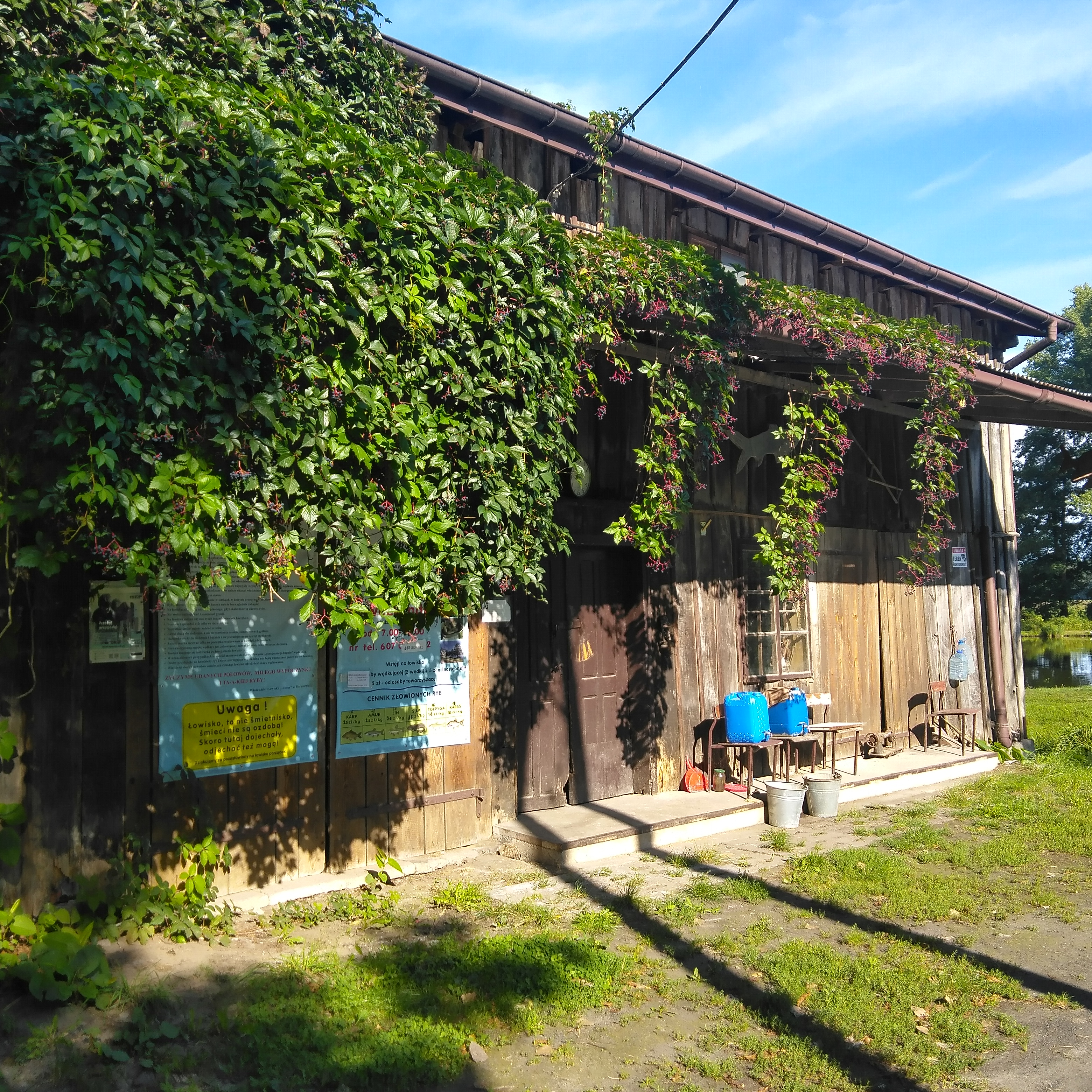
Młyn w Piorunowie w 2024 r.

W miejscu po spalonym młynie wybudowano nowy młyn, który ulegał przebudowom. Obecnie jest to budynek jednopiętrowy, z dachem dwuspadowym. Zachował się przylegający do młyna budynek szopy (wybudowany znacznie później niż młyn). Początkowo był poruszany kołem wodnym podsiębiernym i wyposażony kamienie francuskie, żubrownik, perlak i jagielnik. W latach 20. zainstalowano turbinę wodną, zaś w latach 30. – jedną parę walców. Moc przemiałowa młyna w okresie międzywojennym wynosiła ok. 1,2-1,5 t zboża na dobę. W okresie II wojny światowej młyn był nieczynny, jedynie przez krótki okres użytkowano śrutownik. W okresie powojennym został uruchomiony i zelektryfikowany (1956). W okresie PRL stanowił własność prywatną. Był czynny do 1965 r. W 2024 r. obiekt stanowi część łowiska wędkarskiego.